# مانکی نکو

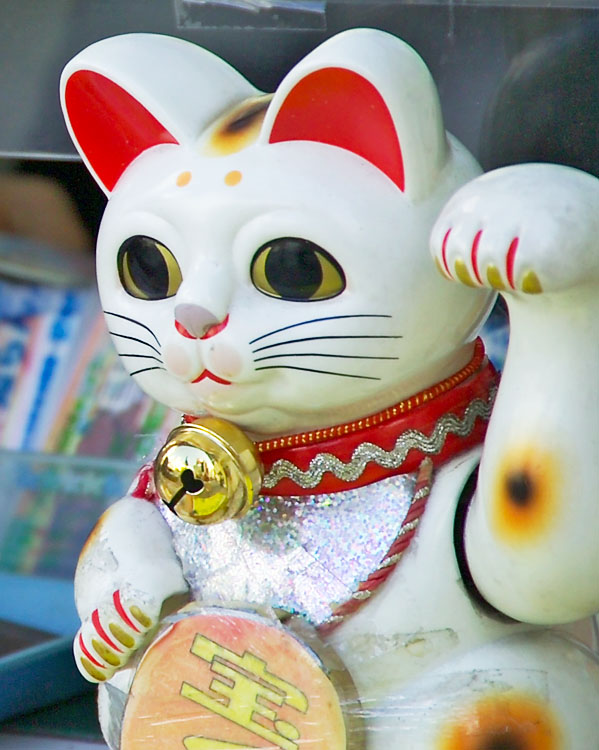
گربهٔ مانکی نکو نماد شگون و سرمایه

مانِکی نِکُو (به ژاپنی: 招き猫، گربه پیشواز) یا گربهٔ شانس در آسیا نشانهٔ بخت، دارایی و نگهبان دادوستد است. آغازه آن به ژاپن بازمی‌گردد. گربهٔ نشستهٔ دست تکان دهنده را بیشتر پیش در فروشگاه یا پیشخوان آن می‌گذارند.

## نماد
پیکره‌مانِکی نِکُو سرامیکی است. تندیس گربه شبیه گربه دم‌منگوله‌ای ژاپنی است. دستگاه درون پیکره، دست گربه را بالا پایین می‌کند. در خاور دور اینگونه دست تکان دادن نشانهٔ فراخواندن، به‌سوی خود خواندن و خوش‌آمدگویی است. چون پنجهٔ گربه رو به پایین است، بیگانگان با خاور دور آن را نشان درود یا بدرود گفتن می‌پندارند.

## پیشینه
پیشینه این تندیس دست‌جنبان به‌درستی آشکار نیست، ولی آن را از پایان دوره ادو می‌پندارند. نخستین گزارش باورپذیر از این گربه دست‌جنبان به دوره میجی در دههٔ ۱۸۷۰ بازمی‌گردد. در آن دوره گربه‌هایی خوش‌آمدگو و کیمونوپوش در نیایشگاههای شهر اوساکا بوده‌اند. نوشتاری در روزنامه به سال ۱۸۷۶ از آنها یادمی‌کند. در دههٔ ۱۹۰۰ بکارگیری این نماد گسترش یافت.